# Заречаны (Брестская область)
Заречаны (бел. Зарачаны) — деревня в Каменецком районе Брестской области Белоруссии, в составе Ратайчицкого сельсовета. Население 36 человек (2009).

## География
Заречаны находятся в 15 км к востоку от города Высокое и в 16 км к юго-западу от города Каменец. Деревня стоит на правом берегу небольшой реки Точия, приток реки Лесная. Рядом с деревней небольшая запруда на реке. Через Заречаны проходит местная дорога Шестаково — Ратайчицы.

## История
Деревня Церковники известна с XVIII века, в 1793 году построена деревянная униатская Успенская церковь.
После третьего раздела Речи Посполитой (1795) Церковники в составе Российской империи, принадлежали Брестскому уезду Гродненской губернии. В 1839 году Успенская церковь передана православным. В середине XIX века поместье принадлежало помещику Носоржевскому
Согласно переписи 1897 года в деревне было 45 дворов, 291 житель, церковь, народное училище, хлебозапасный магазин, ветряная мельница, кузница. На стыке XIX и XX веков на кладбище сооружена каменная часовня (сохранилась). В 1920 году в результате пожара полностью сгорела Успенская церковь.
Согласно Рижскому мирному договору (1921) деревня вошла в состав межвоенной Польши, где принадлежала Брестскому повету Полесского воеводства. В 1923 году здесь было 6 дворов и проживало 46 жителей. С 1939 года в составе БССР. В Великую Отечественную войну на фронтах погибло 4 жителя деревни Церковники.
В 1963 году в ходе хрущёвской антирелигиозной кампании переименована в Заречаны.

## Достопримечательности
- Каменная часовня конца XIX — начала XX века на кладбище.